# Meine fremde Frau
Meine fremde Frau (auch: Meine Frau, eine Fremde) ist ein österreichischer Fernsehfilm aus dem Jahr 2015 von Lars Becker mit Harald Krassnitzer und Ursula Strauss in den Hauptrollen. Die Erstausstrahlung erfolgte am 28. Oktober 2015 im ORF und am 3. Februar 2016 im ZDF.

## Handlung
Die ambulante Krankenpflegerin Maria Hofer wird beim Verlassen eines Wiener Kaffeehauses von einem Auto, das mit überhöhter Geschwindigkeit auf sie zurast, schwer verletzt. Der Fahrer begeht Fahrerflucht, Maria liegt im Koma. Nachdem sie aus diesem erwacht, leidet sie unter retrograder Amnesie, sie kann sich weder an den Unfall selbst, noch an ihren eigenen Namen oder ihren Ehemann Staatsanwalt Bruno Hofer sowie die zwei gemeinsamen Kinder Lucy und Joey erinnern. Bruno Hofer versucht, Maria wieder an ihr bisheriges Leben heranzuführen und mit Unterstützung seines Freundes Kriminalkommissar Freddy Turek den Unfallfahrer ausfindig zu machen. 
Einziger Zeuge des Vorfalles ist Lukas Horvath, Dirigent an der Wiener Staatsoper. Seine Aussage ist allerdings wenig zielführend, und die Tatsache, dass er mit seiner Geliebten Maria in dem Kaffeehaus verabredet war, verschweigt er. Das Unfallfahrzeug kann ausfindig gemacht werden, dessen Eigentümer sind der einflussreiche Bauunternehmer Toni Lorant und seine Frau Gloria. Lorant hatte das Auto allerdings als gestohlen gemeldet. Gloria Lorant behauptet gegenüber Freddy Turek, das Fahrzeug gelenkt zu haben. Tatsächlich hatte ihr Mann das Fahrzeug gelenkt. In einer Gegenüberstellung gibt Lukas Horvath an, den Fahrer nicht erkannt zu haben. Im Gegenzug dazu bietet ihm Toni Lorant später finanzielle Unterstützung an, nachdem Horvaths Vertragsverlängerung wegen finanzieller Unregelmäßigkeiten auf dem Spiel steht. Turek findet heraus, dass sich Toni Lorant und Lukas Horvath bereits vor der Gegenüberstellung gekannt hatten, Horvath gibt allerdings weiterhin an, den Fahrer nicht erkannt zu haben.
Im Zuge seiner Ermittlungen findet Bruno heraus, das Horvath nicht zufällig am Unfallort war. Die Überprüfung von Marias Telefonverbindungen der Zeit vor dem Unfall ergibt, dass Horvath und Maria oftmals Kontakt und seit zwei Monaten eine Affäre hatten. Bruno versucht das gemeinsame Familienleben und die bereits vor dem Unfall in einer Krise befindliche Ehe zu retten. Nachdem sich Maria und Bruno über gemeinsame Erinnerungen langsam wieder näher kommen, bricht Maria aufgrund eines Blutgerinnsels im Gehirn plötzlich tot zusammen. Gloria Lorant gesteht schließlich gegenüber Bruno Hofer, dass ihr Mann den Unfall verursacht hatte, und will gegen ihren Mann aussagen.

## Produktion und Hintergrund
Die Dreharbeiten fanden vom 19. November bis zum 6. Dezember 2014 in Wien statt. Produziert wurde der Film von der österreichischen Mona Film der beiden Produzenten Thomas Hroch und Gerald Podgornig, beteiligt waren der Österreichische Rundfunk und das ZDF, unterstützt wurde die Produktion vom Fernsehfonds Austria und dem Filmfonds Wien.
Für den Ton zeichnete Thomas Szabolcs verantwortlich, für das Szenenbild Bertram Reiter, für die Kostüme Fana Becker und für das Maskenbild Daniela Skala.
Im September 2014, zwei Monate vor Beginn der Dreharbeiten, wurde Strauss selbst als Beifahrerin bei einem Autounfall verletzt.

## Rezeption
In Deutschland sahen den Film bei Erstausstrahlung im ZDF 4,59 Millionen Zuschauer, der Marktanteil lag bei 16,2 Prozent.
Rainer Tittelbach von tittelbach.tv meinte: „Lars Beckers Film beginnt dramaturgisch etwas unentschlossen, nimmt einen aber zunehmend gefangen und mit Ursula Strauss’ sensationeller Performance einer häuslichen Reha hat der durchweg großartig gespielte Film endgültig gewonnen.“

## Auszeichnungen und Nominierungen
- Romyverleihung 2016 – Nominierung in der Kategorie Beste Kamera TV-Film[8]